# Giorno di paga (gioco)
Giorno di paga è un gioco da tavolo edito da MB Hasbro. È una variante di Monopoly basato sulla gestione del proprio denaro durante uno o più mesi.

## Svolgimento del gioco
Subito si decide la durata del gioco (a quanti mesi terminare la partita); inizia il giocatore più giovane tirando il dado e si continua in senso orario.
Sul tabellone vi sono parecchie caselle che fanno variare il gioco: una di queste variabili è rappresentato dalla casella posta. Su di queste vi sarà segnato il numero di carte posta da prendere, e a fine mese bisognerà pagare o riscuotere la somma di denaro accumulata. Le carte posta possono essere pubblicitarie o lettere, e in questo caso non si deve pagare nulla, oppure le carte posta bancarie, e bisognerà riscuotere dalla banca la somma accumulata, o ancora carte posta da pagare, come ad esempio parcelle mediche o polizza auto o altro.
Sul tabellone vi sono poi le caselle che faranno pescare le carte imprevisto: queste offrono una variante interessante del gioco, in quanto si potrà trovare carte imprevisto favorevoli, che permetteranno di riscuotere immediatamente la somma segnata sulla carta, o sfavorevoli, costringendo a pagare sul banco (tassello centrale del gioco) la somma riportata. I soldi sul banco verranno vinti da colui che lanciando il dado durante il suo turno farà 6.
Vi è poi la casella proprietà: quando un giocatore capita su questa casella, dovrà pescare una carta proprietà, e decidere se acquistarla o meno. Se non l'acquisterà, dovrà semplicemente scartarla e pagare la tassa di commissione, mentre se procede ad acquistare la proprietà, dovrà pagare la somma corrisposta alla banca. A questo punto, se tirando il dado si finisce su una casella vendita, si potrà vendere la propria proprietà, recuperando i soldi spesi per l'acquisto e ricavando una somma di denaro, in quanto ogni carta proprietà permette di guadagnare soldi.
Importante è anche il libretto dei risparmi e la relativa riscossione dei soldi a fine mese. Nel caso in cui si è a corto di soldi si può richiedere un prestito di 1.500€, promettendo la restituzione di almeno il 10% a fine mese.
Vince il giocatore che possiede l'importo maggiore o, in caso di crolli economici per ogni giocatore (molto raro), colui che ha richiesto meno prestiti alla banca.